# Gedenkstätte für den Vaterländischen Befreiungskampf

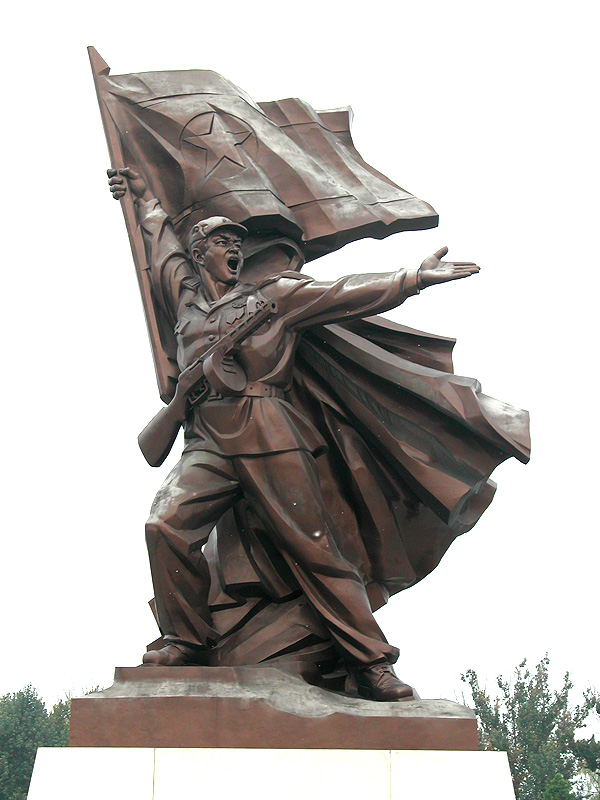
Das „Denkmal des Siegers“, die zentrale Skulptur der Gedenkstätte

Die Gedenkstätte für den Vaterländischen Befreiungskampf ist ein Monument in der nordkoreanischen Hauptstadt Pjöngjang im Stadtbezirk Pot’onggang-guyŏk. Es liegt dort am Ufer des Pothong, nordwestlich der Ponghwa-Straße im Ortsteil Sojang-dong.
Die Gedenkstätte erinnert an den Koreakrieg und wurde 1993, 40 Jahre nach dessen Ende, errichtet.

## Architektur
Den Eingangsbereich der 150.000 Quadratmeter großen Fläche stellt ein monumentales 14 Meter hohes Tor mit verschiedenen Bronzereliefs dar, die in diversen Variationen das Thema „Sieg“ behandeln. Hinter dem Tor befinden sich an beiden Seiten je eine bronzene Skulptur in Form eines Wachpostens. Diese stehen vor einer roten Fahne aus Granit. Die Fahne auf der linken Seite weist das Emblem der Partei der Arbeit Koreas auf, die Fahne auf der rechten Seite das Wappen Nordkoreas.

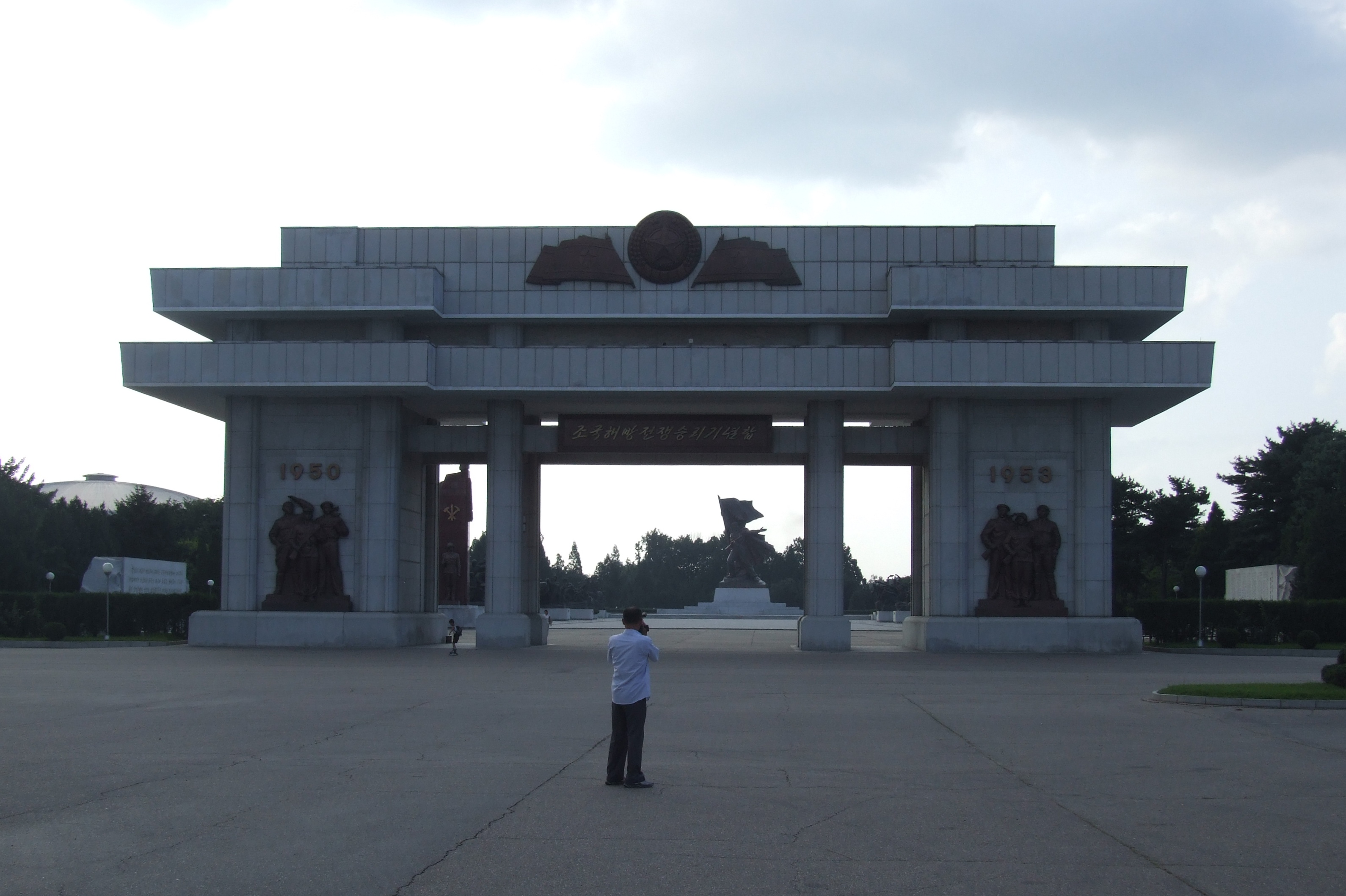
Eingangstor der Gedenkstätte
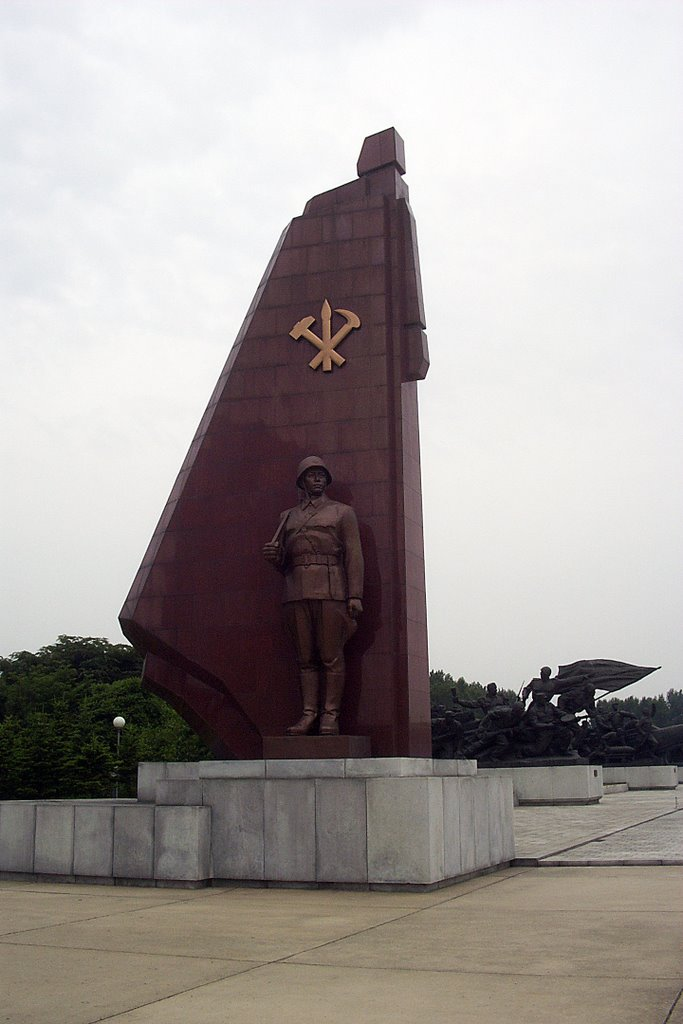
Wachposten-Skulptur auf der linken Seite
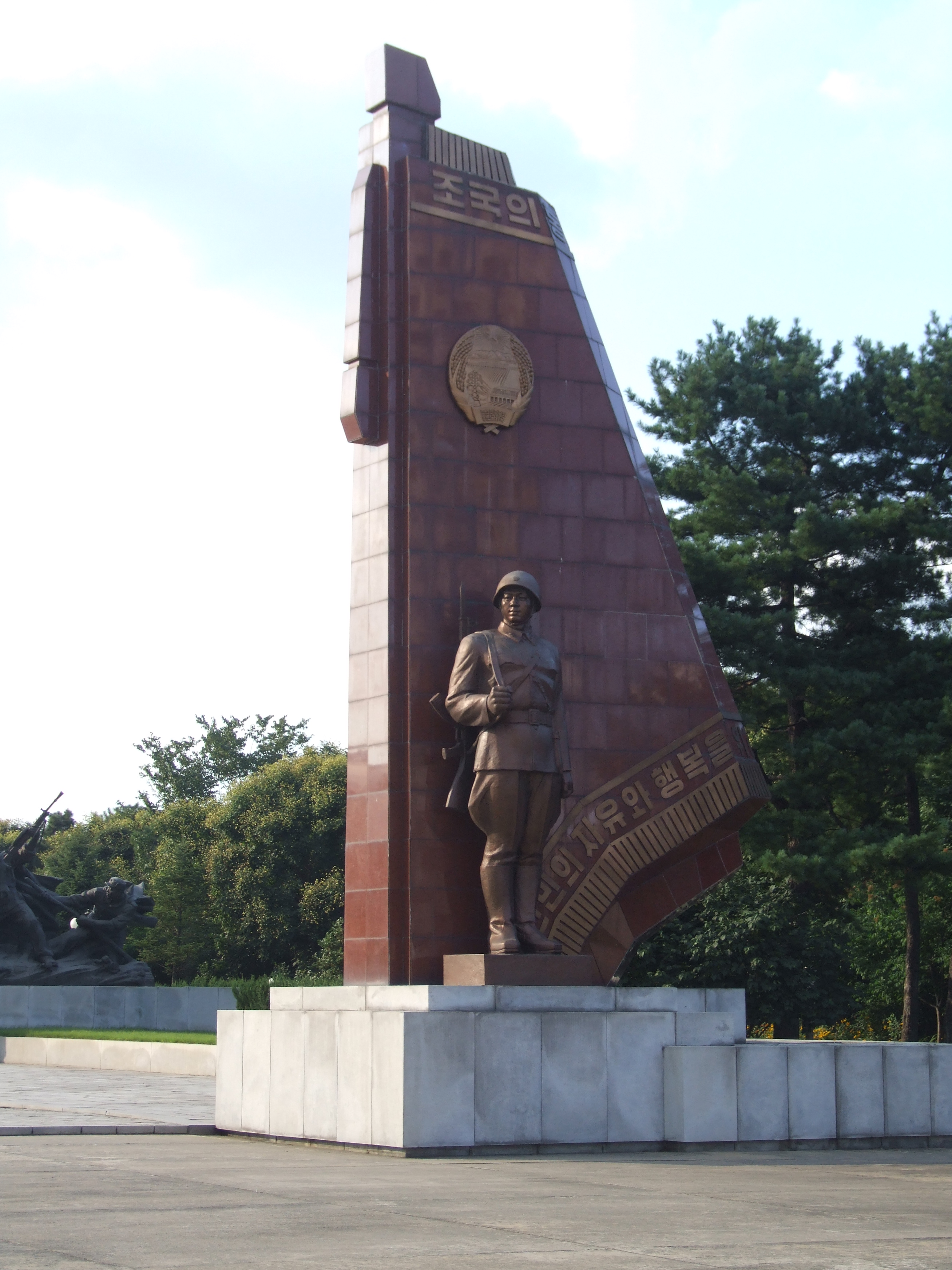
Wachposten-Skulptur auf der rechten Seite

Auf beiden äußeren Seiten des zentralen Platzes stehen jeweils fünf Themenskulpturen; Einzeldarstellungen von mehreren Kriegern in heroischen Posen und gemeißelte Schriftzüge von Kim Il-sung.

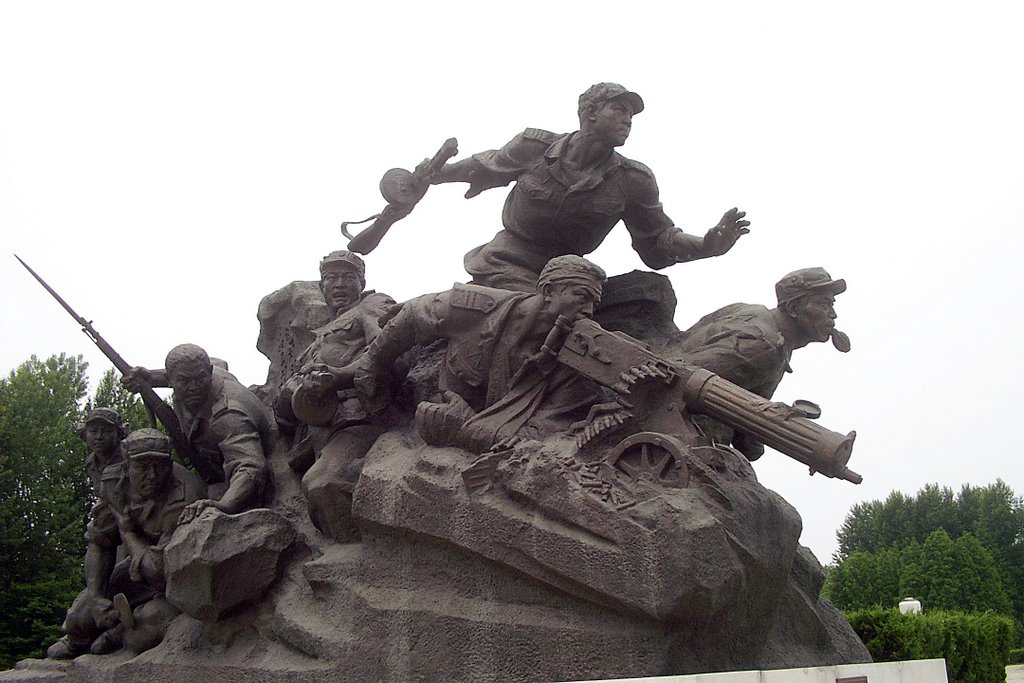
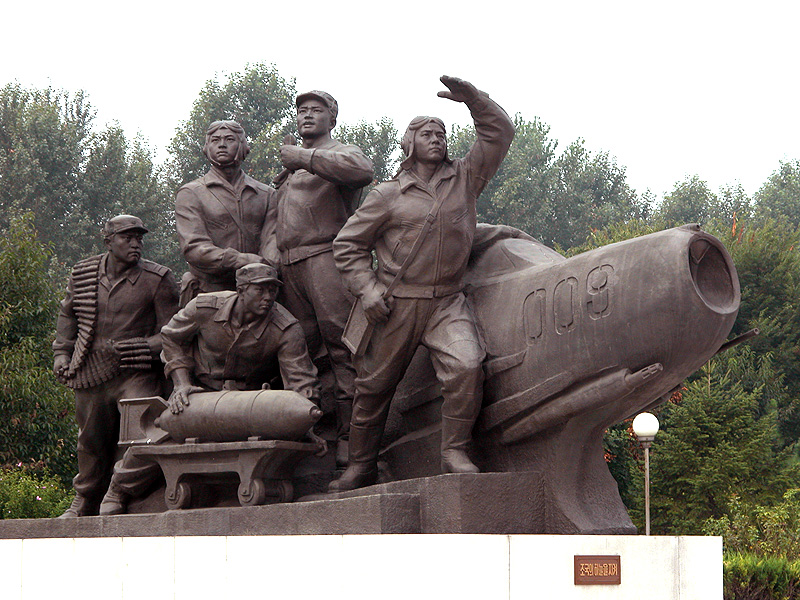
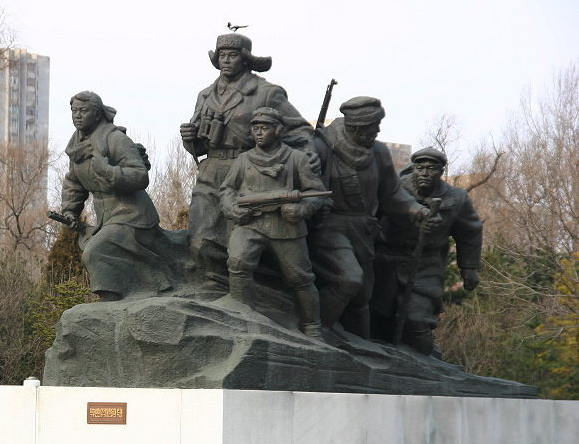
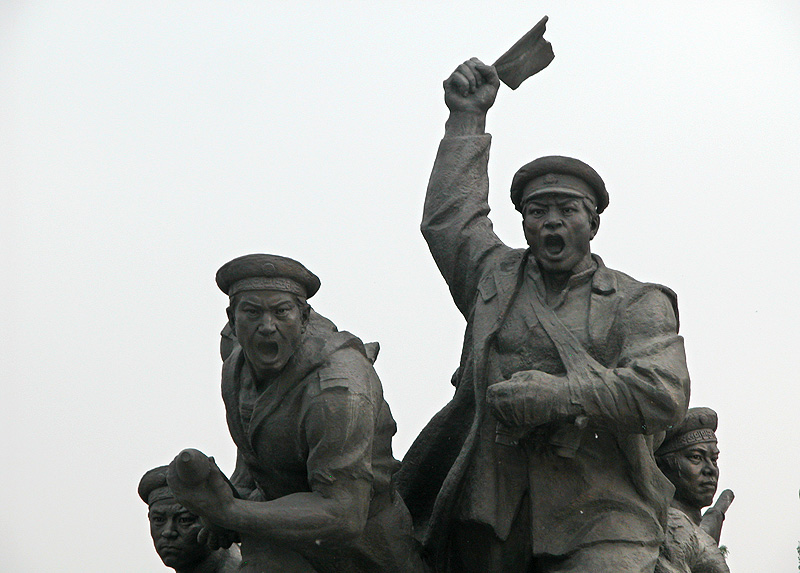

Die Hauptskulptur der Gedenkstätte, das sogenannte „Denkmal des Siegers“, befindet sich zentriert am Kopf des Platzes zeigt einen bronzenen Soldaten auf einem Granit-Sockel, der einen Ruf zum Kampf ausstößt. Er trägt ein Gewehr und hält die Flagge Nordkoreas empor. Die Skulptur besitzt eine Höhe von 27 Metern.
In unmittelbarer Nähe des Monuments befindet sich das Museum über den Vaterländischen Befreiungskrieg.

## Sonstiges

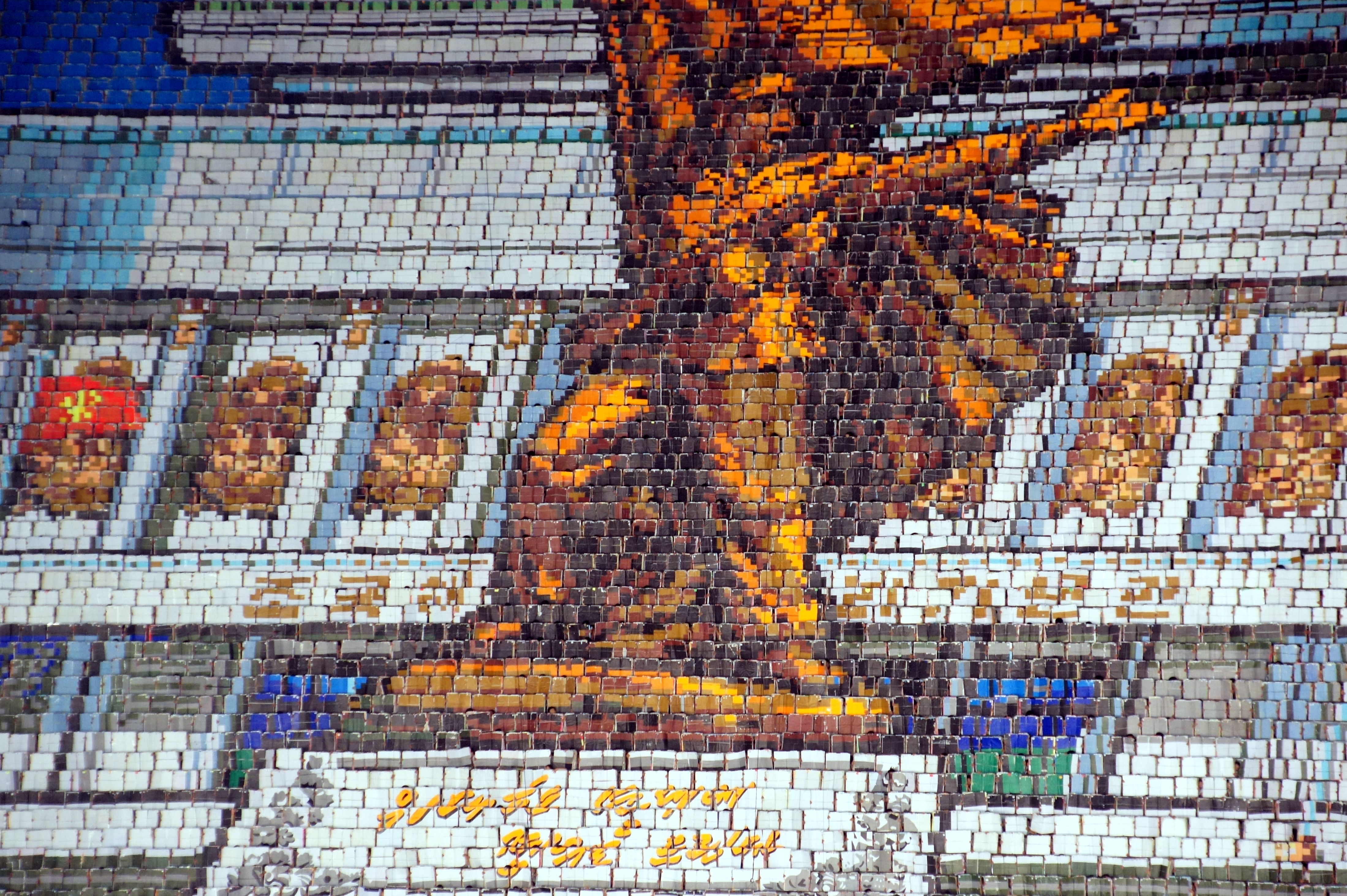
Die Gedenkstätte als Motiv auf dem Arirang-Festival

Die Gedenkstätte ist auf der Rückseite des 10-Won-Scheines abgebildet und eines der Motive des Arirang-Festivals.